# Libocedrus chevalieri
Libocedrus chevalieri  — вид хвойних рослин родини кипарисових.

## Поширення, екологія
Цей вид відомий насамперед від вершин гір Гумбольдта і фр. Kouakoué (1450—1600 м над рівнем моря) в південній Новій Каледонії. Зростає у висотних макі чагарниках. Клімат вологий з високою річною кількістю опадів.

## Морфологія
Густий кущ 2–5 м висотою. Листки лускоподібні до 3,5 мм довжиною, лицьові листки трикутні, до 3 мм довжиною. Листя світло-зелене, старші показують червонувато-коричневий відтінок. Чоловічий стробіли 8–10 мм довжиною, ≈ 4 мм через, з 16–18 спорофілами. Шишки до 16 мм довжиною, їхні родючі луски клиноподібні, ≈ 12 мм довжиною і 6 мм впоперек. Насіння ≈ 6 мм довжиною, 2–4 мм впоперек.

## Використання
Вид не використовується в комерційних цілях. Деякі молоді рослини вирощуються в кількох ботанічних садах в теплицях для дослідницьких цілей.

## Загрози та охорона
Пожежі представляють собою серйозну загрозу в усьому діапазоні проживання. Наслідки зміни клімату також можуть бути суттєвими. Дві ділянки на півдні знаходяться в ботанічних заповідниках.